# Droctulft
Droctulft, auch Droctulfus bzw. Droctulfo oder Drokton, seltener Drocdon oder Drogdone (bl. 568–586/598), war ein oströmischer General ‚suebischer, also alamannischer Abstammung‘, wie es Paulus Diaconus ausdrückt. Nach dessen Historia Langobardorum wuchs er bei Langobarden auf, mit denen er 568 Richtung Italien aufbrach. Im Langobardenreich stieg er zum dux auf, was später mit ‚Herzog‘ übersetzt wurde. Schließlich befreite er sich aus der Gefangenschaft (der Langobarden) und wechselte auf die oströmische Seite. Für den Kaiser kämpfte er fortan gegen die Langobarden, auf dem Balkan auch gegen Slawen und Awaren. Wahrscheinlich gelangte er um 598 oder früher nach Karthago, wenn der in einem Papstbrief genannte „Droctulfò“ mit Droctulft identisch ist.

## Aufstieg zum Dux, Kampf gegen Langobarden auf oströmischer Seite

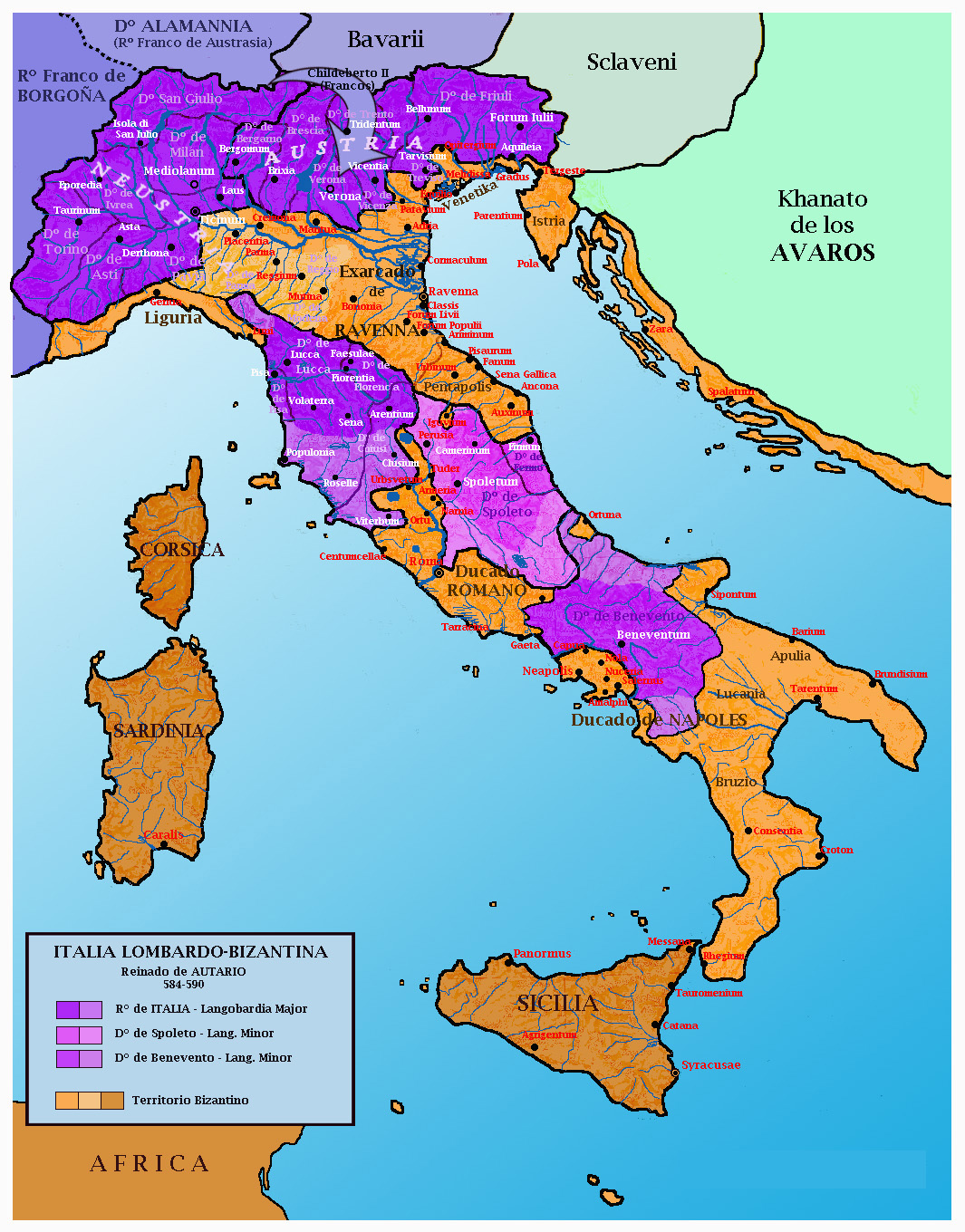
Italien um 590

Nach Faroald I. von Spoleto, dem langobardischen Herzog, der Classis, den Hafen von Ravenna, erobert hatte, gelang es Droctulft, diesen Hafen um 575/76 zurückzuerobern. Für kurze Zeit fiel Droctulft jedoch in „captivitas“, wie es Paulus ausdrückt, also in Gefangenschaft, doch wurde er wieder freigelassen. Er wurde um 584 zum oströmischen Dux von Brescello (Reggio Emilia) erhoben, wo eine Brücke über den Po bewacht werden musste, um den Hafen Classis zu decken. Dieser stellte die wichtigste Seeverbindung von Ravenna nach Konstantinopel dar, und damit zwischen Italien und der Reichshauptstadt. Zwischen 584 und 590 bekämpfte er König Authari, der ihn jedoch zum Rückzug nach Ravenna und zur Übereignung seines Herzogtums zwang. Die Mauern von Brescello ließ der Langobardenkönig niederreißen. Mit dem Exarchen Smaragdus schloss Authari einen dreijährigen Frieden.
Die Quelle, die Paulus Diaconus vollständig zitiert, und die über die Vorgänge berichtete, war das in Verse gefasste Epitaph, das in San Vitale zu Ravenna für Droctulft nach seinem Tod aufgestellt worden war, das aber nicht erhalten ist. Die Inschrift erscheint ansonsten nur in zwei weiteren frühmittelalterlichen Handschriften, nämlich dem Parisinus 528 (10. Jahrhundert, folio 122) und dem Palatinus 833 (9.–10. Jahrhundert), wie Alessandro Ianucci festhält. Ediert wurde sie zudem im Corpus Inscriptionum Latinarum. In der Inschrift wird berichtet, wie die Oströmer Droctulf unterstützt hätten, und wie er um sein als Heimatstadt gesehenes Ravenna gekämpft, aber auch, wie er Brescello zurückerobert habe – sein erster militärischer Erfolg auf Seiten Ostroms. Dann habe er demnach eine Flotte aus kleinen Schiffen ausgerüstet, mit denen er den Po abwärts gefahren sei und Faroald den Hafen Classis entrissen habe. Nach dem, was über Faroald bekannt ist, den ersten dux von Spoleto, muss diese Rückeroberung in den Jahren 575 bis 576 stattgefunden haben. Faroald hatte seinerseits gegen Ostrom rebelliert und sich ein eigenes Herrschaftsgebiet geschaffen. Nun eroberten die Langobarden unter Authari Brescello. Wenig später jedoch fiel Classis wieder an Ostrom, was dem Epitaph zusätzliche Glaubwürdigkeit verleiht.

## Abberufung für den Kampf gegen Awaren, Beisetzung in Ravenna
Danach wurde Droctulft in die Balkanprovinzen des Reiches berufen, um dort gegen Slawen und Awaren zu kämpfen, die 586 Adrianopel belagerten. Dies berichtet jedenfalls Theophylaktos Simokates, der Droctulft, den er „Drokton“ nennt, genauer Δρὀκτον, als ‚Langobarden‘ bezeichnet. Während der Verteidigung unterstand er als Unterstratege (hypostrátegos) dem magister militum per Orientem Johannes Mystakon. Den Sieg errang Droctulft durch eine List. Er täuschte die Flucht vor, kehrte dann aber um und zwang seinerseits die Awaren, die Belagerung aufzugeben.
Beigesetzt wurde Droctulft in der Basilika San Vitale zu Ravenna, wo Paulus das dazugehörige Epitaph noch antraf, das ansonsten in zwei Abschriften überliefert ist. Dieses Epigramm in 32 Versen berichtet vom Tod Droctulfts in der Ferne, und dass ein Priester Johannes damit dem auf dem Sterbebett geäußerten Wunsch Droctulfts entsprach: „His rediit terris cuius amore pio“.

## Mögliche Nennung in einem Brief Papst Gregors I. (598)
Ungesichert ist, ob die Nennung eines „Droctulfus“ in einem Schreiben Papst Gregors des Großen an den oströmischen Exarchen von Karthago, Gennadius, sich auf Droctulft bezieht. In diesem über das Registrum epistolarum Gregorii überlieferten Brief von September–Oktober 598 empfiehlt der Papst Droctulfò, den Überbringer des Schreibens, der von den Feinden zurückgekehrt sei („de hostibus ad rempublicam veniens“). Dazu passt, dass das besagte Epitaph berichtet, er sei nach seinen Siegen häufig nach San Vitale zurückgekehrt. Die Reise nach Africa bleibt jedoch unsicher. Da dieser Name immerhin nur dieses eine Mal bei den Langobarden auftaucht, spricht einiges für diese, vielleicht letzte Reise.

## Rezeption
Wie es im Epitaph heißt, war Droctulft ein „vastator gentis suae“. Der beste Kenner von dessen Biographie war wohl Giampiero Bognetti. Dieser verstand Droctulft als typischen foederatus des Kaiserreichs, dessen Lebenslauf am besten die Zeit zwischen 575/76 und 589/90 beleuchte. Nach ihm war Droctulft den Mördern Alboins, also Helmichis und Rosamunde, auf der Flucht vor Cleph, dem 572 gewählten Nachfolger des ersten Langobardenkönigs in Italien, gefolgt. Doch ist diese Behauptung ohne jeden Beleg durch Quellen. Dass Droculft seine „cari genitori“ dazu verlassen musste, weist für Bognetti auf ein sehr junges Alter hin. Die Eroberung Brescellos ist für ihn Teil eines großen Rückeroberungsversuches durch Ostrom. Die Niederlage und der Abzug zahlreicher Langobarden für den Kampf in Syria hätten die oströmische Stellung in Italien weiter geschwächt. Die Zurückgelassenen hatten die Wahl, sich mit den Langobarden auszusöhnen oder diese weiterhin zu bekämpfen.
Doch zum einen lässt sich schwerlich erklären, wie der 572 noch überaus junge Droctulft bereits drei oder vier Jahre später ein oströmisches Kontingent von Bedeutung geführt haben soll, und das in einer Schlüsselposition im langobardisch-oströmischen Krieg. Zum anderen könne nicht alles, so Stefano Gasparri, was Paulus Diaconus berichte und das nicht mit dem Epitaph übereinstimme, ins Reich der Phantasie verwiesen werden. Dies gelte etwa für die Gefangenschaft bei den Langobarden – wobei die suebische Herkunft in beiden Quellen behauptet wird. Wahrscheinlich gehe dies auf die temporäre Nachbarschaft zwischen Langobarden und Sueben in Böhmen und Mähren zurück, als es in der ersten Hälfte des 6. Jahrhunderts unter König Wacho zu einer bewaffneten Auseinandersetzung kam. Auch schlossen sich Sueben dem Zug Alboins nach Italien an. Weniger wahrscheinlich sei, dass die Gefangenschaft auf die Kämpfe zurückgehe, die sich in Italien zwischen Langobarden und Sueben auf der einen und Franken und Alamannen auf der anderen Seite zutrugen. Wie der Titel eines langobardischen Dux, der ja auch oströmischen Ursprungs sein könne, an Droctulft kam, sei gleichfalls unklar.
Benedetto Croce meinte in Erinnerung an das verlorene Epitaph, man habe dort Poesie angetroffen, wo man sie am wenigsten erwarten würde (La poesia, Bari 1942, S. 278). Dabei faszinierte ihn vor allem der Wechsel der Loyalität von seinem Stamm und seinen Angehörigen zu Ravenna.
In Jorge Luis Borges’ Erzählung Historia del guerrero y la cautiva (1949) erscheint er weniger als historische Persönlichkeit denn als Symbol, als Kriegerfigur, als Ausdruck der Erzählkunst; als Ausdruck einer fiktiven Gegenüberstellung von Barbarei und (römischer) Zivilisation, die schon lange keinen Bestand mehr hatte.